# معركة غابة كوزمين

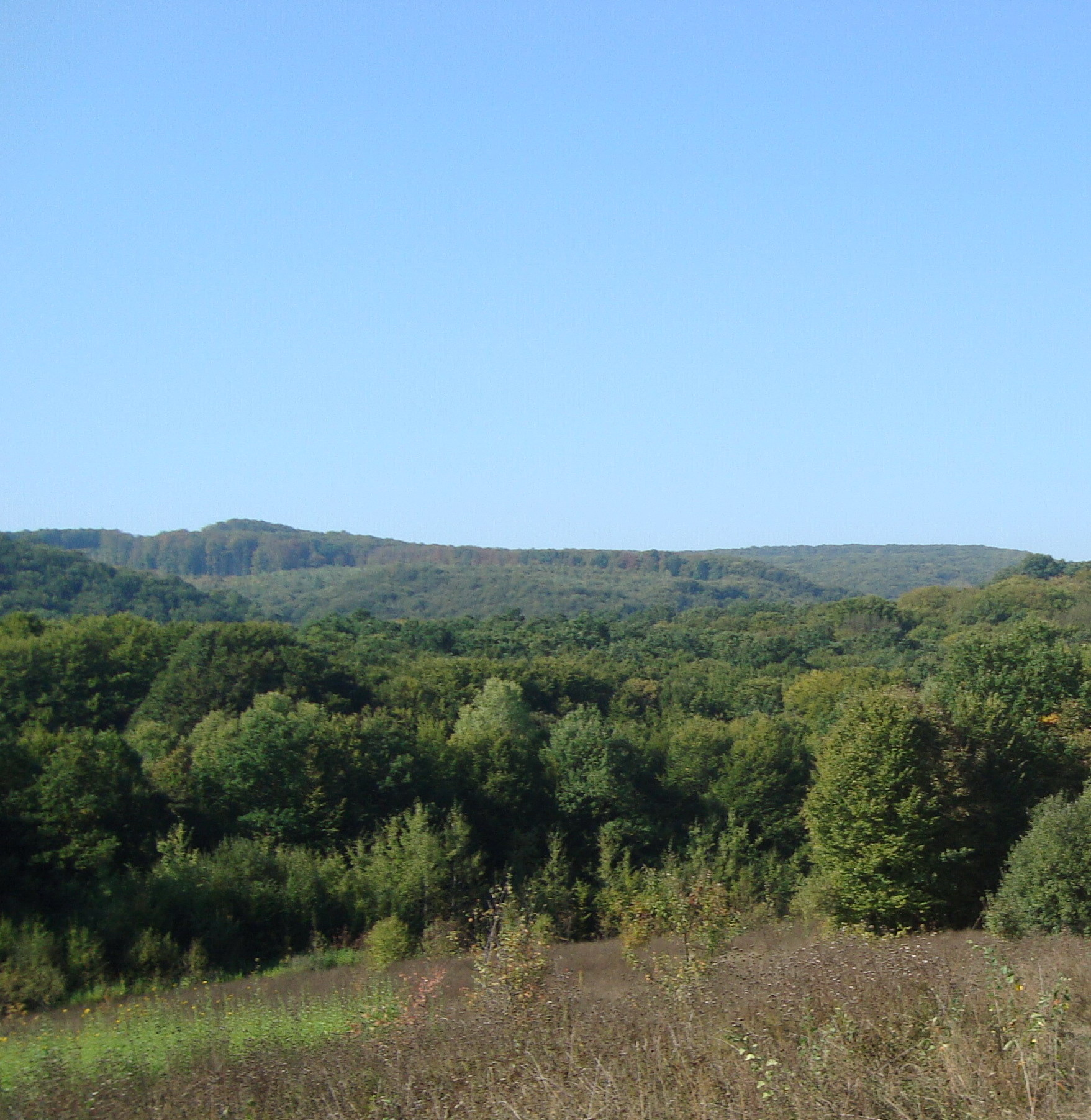
مكان المعركه

معركة غابة كوزمين (بالإنجليزية: Battle of the Cosmin Forest) وقعت في 26 أكتوبر 1497 بين جيش مملكة بولندا بقيادة يوحنا ألبرت الأول وجيش مولدافيا بقيادة ستيفن العظيم، وذلك أثناء انسحاب الجيش البولندي من الأراضي المولدافية بعد فشلهم في حصار سوتشافا، العاصمة التاريخية لمولدافيا. انتهت المعركة بانتصار ساحق للمولدافيين الذين نصبوا كمينًا محكمًا في غابة كوسمين ضد القوات البولندية المنهكة.

## الخلفية
في نهاية القرن الخامس عشر تصاعد التوتر بين مملكة بولندا ومولدافيا بسبب رغبة الملك يوحنا ألبرت في فرض النفوذ البولندي على الأراضي المولدافية التي كانت تتمتع باستقلال نسبي تحت قيادة الأمير ستيفن العظيم، الحليف السابق لبولندا.
قام يوحنا ألبرت بحملة عسكرية إلى مولدافيا سنة 1497 بهدف إخضاع الأمير ستيفن، وحاصر مدينة سوتشافا لفترة طويلة، لكن الحصار فشل بسبب المقاومة الشرسة من المولدافيين ونقص الإمدادات البولندية.

## مجريات المعركة
بعد فشل الحصار، بدأ الجيش البولندي في الانسحاب عبر غابة كوسمين الكثيفة، دون تنظيم كافٍ. وفي 26 أكتوبر، نصبت القوات المولدافية كمينًا باستخدام التضاريس لصالحها، وهاجمت الجيش البولندي من جميع الجهات. ووقع الجنود البولنديون في الفوضى، وقُتل الآلاف، فيما أُسر بعض القادة، ونجا عدد قليل فقط من هذه المجزرة.

## النتائج
أسفرت المعركة عن نصر مدوٍ لمولدافيا وأكدت قوة قيادة ستيفن العظيم. كما أدت إلى تراجع النفوذ البولندي في المنطقة، وتحسنت العلاقات بين مولدافيا والدولة العثمانية التي دعمت الأمير ستيفن بالسلاح والإمدادات.

## ما بعد المعركة
أدت الهزيمة البولندية إلى أزمة سياسية داخلية في مملكة بولندا، حيث تعرض يوحنا ألبرت لانتقادات حادة من النبلاء والكنيسة. بينما عزز ستيفن العظيم مكانته كزعيم قوي ومدافع عن استقلال بلاده، ووطد علاقاته مع العثمانيين رغم تحفظه على بعض سياساتهم.